# 布雷斯納漢山
71°48′S 161°28′E / 71.800°S 161.467°E
布雷斯納漢山（英語：Mount Bresnahan），是南極洲的山峰，位於維多利亞地的彭內爾海岸，海拔高度1,630米，處於范德胡芬山東北面11公里，美國地質調查局根據測量和該國海軍的空中照片繪入地圖，現時由南極條約體系管理。